# Puiu' mic
Puiu' mic este un film de animație din 2005, produs de Walt Disney Animation Studios, fiind al 46-lea film animat produs de către Disney și lansat inițial  de către Walt Disney Pictures. Premiera românească a avut loc pe 18 noiembrie 2005 , filmul rulând în Disney Digital 3D, varianta subtitrată, fiind distribuit de Prooptiki România, urmând să fie lansat pe DVD de Prooptiki în 2009 .

## Prezentare
Walt Disney Feature Animation adaugă o nouă dimensiune memorabilei sale galerii de personaje și povești minunate, dar și de inovații tehnice, cu "Puiu' mic", primul film artistic de animație realizat integral de acest studio pe computer.
Compania Disney, pionier în utilizarea computerelor pentru animație încă de la începuturile anilor 1980, își folosește încă o dată stilul cinematografic distinctiv și modul de abordare a acestui mediu extraordinar, în combinație cu o multitudine de inovații tehnice. Rezultatul este un film care surprinde cele mai bune calități ale animației Disney, împreună cu un look așa cum publicul nu a mai văzut până acum. “Puiu' mic” este prezentat în cinematografe selecte din întreaga Americă, în Disney Digital 3D ™, o experiență revoluționară, cu adevărat tridimensională.
Disney a colaborat cu celebra companie de efecte speciale Industrial Light & Magic (ILM) pentru a reda filmul în 3D, iar pelicula va fi proiectată utilizând sisteme Dolby® Digital Cinema , special instalate în acest scop.
Doar cerul este limita pentru producția Walt Disney Pictures “Puiu' mic”, o delicioasă comedie-aventură care conferă poveștii clasice o întorsătură satirică, sofisticată. A trecut de acum un an de la "nefericitul incident cu ghinda", când Puiu' Mic a provocat haos în orașul său natal, Oakey Oaks, susținând că se prăbușește cerul, după ce fusese lovit în cap de ceea ce părea totuși a fi o ghindă. Căzut la pământ, dar nu scos din jos, curajosul pui intră în echipa locală de baseball, în speranța de a-și reface reputația și de a câștiga respectul tatălui său, Buck Cluck.
Când datorită lui echipa câștigă un meci, Puiu' devine răsfățatul orașului. Abia a reușit însă campionul să se reabiliteze că este lovit în cap încă o dată. Și, de această dată, cerul chiar se prăbușește! Temându-se să fie încă o dată considerat nebun, el ezită să povestească și altora ce s-a întâmplat. În schimb, cere ajutorul celor mai apropiați prieteni ai săi - Runt of the Litter, Abby Mallard (alias Rățușca cea Urâtă și Peștele Ieșit din Apă) - în încercarea de a salva situația fără a arunca din nou orașul într-o stare de panică generală.